# Drosera bulbigena
Drosera bulbigena ist eine fleischfressende Pflanze aus der Gattung Sonnentau (Drosera). Sie wurde 1903 von A. Morrison erstbeschrieben.

## Beschreibung
Drosera bulbigena ist eine kleine, ausdauernde, krautige, gekrümmte Pflanze mit 1 bis 2 pfriemförmigen Tragblättern am unteren Teil der Sprossachse. Die Sprossachse erreicht Längen von 3 bis 6 cm mit bis zu 12 einzeln stehenden Blättern entlang des aufrechten Stängels.
Die Blattspreiten sind nierenförmig, annähernd schildförmig, 2 mm lang und 2,5 mm breit. Sie zeigen nach außen und etwas nach unten. Längere Tentakeldrüsen befinden sich entlang des leicht konkaven Randes. Kleinere Tentakeldrüsen im Inneren. Die Blattstiele sind abgeflacht rund, 2 mm lang, 0,3 mm breit, etwas spitz zulaufend und völlig kahl.
Blütezeit ist von August bis September. Der Blütenstand sitzt an der Spitze der Pflanze und besteht aus 1 bis 3 weißen Blüten an 2 bis 4 mm langen, unbehaarten Blütenstielen. Die Kelchblätter sind goldgrün, lanzettlich, 2 mm lang und 1 mm breit. Die Ränder und die Spitze sind tief gefranst mit langen, schmalen, pfriemförmigen Fransen, die mit einer kleinen Drüse versehen sind, ansonsten jedoch unbehaart. Die Kronblätter sind breit verkehrt eiförmig, 5,5 mm lang und 4 mm breit, ihr äußeres Ende ist gestutzt und gezähnt. Die 5 Staubblätter sind 2,5 mm lang, die Staubfäden sind weiß, die Staubbeutel weiß mit rosa Spritzern, der Pollen ist gelb. Der Fruchtknoten ist grün, fast kugelförmig, 1 mm im Durchmesser und 0,8 mm lang. Die drei Griffel sind weiß, an der Basis rötlich, 1,5 mm lang und in wenige fadenförmige, einfache und einmal gegabelte Segmente geteilt. Jedes Segment verjüngt sich zu einem Punkt an der Spitze. Die Narbe sind weiß und an der Spitze des Griffelsegments geformt. 
Die Knolle ist rot, kugelförmig, hat einen Durchmesser von rund 2 mm und ist umschlossen von einer schwarzen, papierartigen Blattscheide am Ende eines 4 cm langen, vertikalen Ausläufers. Wie alle sogenannten „Knollendrosera“ zieht sie sich zu Zeiten hoher Temperaturen und relativer Trockenheit in diese Knolle zurück und überdauert unterirdisch. Drosera bulbigena bildet regelmäßig 1 bis 2 Adventivwurzeln aus dem vertikalen Ausläufer. Diese Adventivwurzeln bilden zusätzliche Knollen, die in der folgenden Wachstumsperiode zu eigenständigen Pflanzen heranwachsen. Die Mutterknolle regeneriert ebenfalls jede Saison.

Verbreitung von Drosera bulbigena in Australien

## Verbreitung, Habitat und Status
Die Art ist endemisch im Gebiet von Pinjarra und Coolup im Südwesten Australiens. Sie gedeiht dort an den Rändern von Sümpfen und tief liegenden Bereichen auf winterfeuchten torfigen Sandböden.

## Systematik
Drosera bulbigena gehört zur Untergattung Ergaleium, Sektion Ergaleium, also zu den kletternden Knollendrosera. Sie ähnelt Drosera radicans und kann leicht mit ihr verwechselt werden, hat aber im Gegensatz zu dieser rote Knollen und gegabelte Griffel.